# Isla de las Gaviotas (Uruguay)
La isla de las Gaviotas es un pequeño islote en el Río de la Plata, perteneciente a Uruguay.

## Geografía
Está ubicada a unos 500 metros de la rambla de Montevideo, en el barrio Malvín,(34°54’10” S, 56°06’16” W) . Posee una superficie de 17 ha, aunque el área ocupada por vegetación es de 11 ha. 

## Fauna
El entorno es muy particular, ya que es el área de nidificación de gaviotas y hábitat de diversas especies de paso, habiéndose ya encontrado alrededor de 85 especies, entre otras:
- Ardeola ibis
- Casmerodius albus
- Columba livia
- Egretta thula
- Fregata magnificens
- Fulica armillata
- Haematopus palliatus
- Larus dominicanus
- Chroicocephalus maculipennis
- Nycticorax nycticorax
- Phalacrocorax olivaceus
- Pitangus sulphuratus
- Tyrannus savana
- Macronectes giganteus

La isla es reserva ecológica de fauna y flora marina, con protección nacional de acuerdo a la ley 16.462 del año 1990,   por lo que no se permite el acceso público irrestricto, constituyendo un lugar excepcional para la nidificación y procreación de aves, y por ende, un atractivo para los fanáticos del avistamiento de aves.